# Connarus parameswaranii
Connarus parameswaranii là một loài thực vật có hoa trong họ Connaraceae. Loài này được Ramam. & Rajan mô tả khoa học đầu tiên năm 1988.